# Photedes lagunica
Photedes lagunica là một loài bướm đêm trong họ Noctuidae.